# Midland (Dakota del Sud)
Midland és una població dels Estats Units a l'estat de Dakota del Sud. Segons el cens del 2000 tenia 179 habitants.

## Demografia
Segons el cens del 2000, Midland tenia 179 habitants, 76 habitatges, i 45 famílies. La densitat de població era de 203,3 habitants per km².
Dels 76 habitatges en un 38,2% hi vivien nens de menys de 18 anys, en un 48,7% hi vivien parelles casades, en un 9,2% dones solteres, i en un 39,5% no eren unitats familiars. En el 38,2% dels habitatges hi vivien persones soles el 19,7% de les quals corresponia a persones de 65 anys o més que vivien soles. El nombre mitjà de persones vivint en cada habitatge era de 2,36 i el nombre mitjà de persones que vivien en cada família era de 3,22.
Per edats la població es repartia de la següent manera: un 30,7% tenia menys de 18 anys, un 5,6% entre 18 i 24, un 26,3% entre 25 i 44, un 20,1% de 45 a 60 i un 17,3% 65 anys o més.
L'edat mediana era de 38 anys. Per cada 100 dones de 18 o més anys hi havia 85,1 homes.
La renda mediana per habitatge era de 28.214 $ i la renda mediana per família de 31.667 $. Els homes tenien una renda mediana de 25.000 $ mentre que les dones 18.438 $. La renda per capita de la població era de 13.466 $. Entorn del 6,3% de les famílies i l'11,4% de la població estaven per davall del llindar de pobresa.

## Poblacions més properes
El següent diagrama mostra les poblacions més properes.